# A halott hadsereg tábornoka
A halott hadsereg tábornoka (albán eredetiben Gjenerali i ushtrisë së vdekur) Ismail Kadare albán író 1963-ban megjelent történelmi regénye, egyik legjelentősebb, több nyelvre lefordított prózai munkája. Magyarul Schütz István fordításában jelent meg először 1972-ben az Európa Könyvkiadó gondozásában.

## Tartalma
A könyv főszereplői egy olasz tábornok és a vele együtt Albániába utazó tábori pap. Feladatuk az olasz kormány megbízásából az, hogy a húsz évvel korábban, a második világháború éveiben albán földön elesett olasz katonák földi maradványait felkutassák, azonosítsák és hazaszállítsák. A főszereplő afféle békebeli tábornokként a „nagy és szent” küldetést rendkívül magasztosnak tartja, magabízó ábrándozásai során az idegen földön elesett katonákat hazajuttató parancsnoknak képzeli magát. Számára az albán földön zajlott háború – bár sohasem tapasztalta meg – a múlt egy dicső korszaka. Vele ellentétben a pap viszont annak idején harcolt Albániában, megnyilatkozásaiból kitűnik, hogy jól ismeri az albánokat. Emlékeiben egy szörnyű néppel folytatott szörnyű háború él, illúzióktól mentesen, látszólag közönyösen végzi munkáját, belül azonban forr benne az albánok iránti gyűlölet. A tábornokot gyermeteg lelkesedéséért megveti, különösen amikor az „katonáim”-ként beszél a felkutatandó hamvakról.
Munkájukat öt albán segíti, egy antropológus szakértő és a sírokat kibontó brigád tagjai, akik mindenhova követik az olasz tábornokot és a papot, és egykedvűen ásnak, csákányoznak, ahol a nyilvántartások szerint a föld olasz csontokat rejt. A katonasírok felkutatását vezető tábornok és a pap időről időre megpihen a tiranai Dajti szállóban vagy egy vidéki kisvárosi szálláshelyen. Minden alkalommal egy egyre inkább elkedvetlenedett tábornok lép be a hotel bejáratán. A munka ugyan jól halad, de az ország borongós, eső áztatta hegyei és a köztük élő konokul szótlan és ellenséges albánok egyre jobban nyomasztják, ahogy a holtak hadseregének képzeletében egyre dagadó tömege is. A helyiekkel találkozva, a konok szótlanságukból ki-kitörő albánok gondolataival és érzéseivel szembesülve apránként és fokozatosan szembesül vele, hogy a háború talán mégsem volt olyan dicső, ahogy ő azt elképzelte, és munkája merőben értelmetlen. Ezt a megértési folyamatot segítik a regényfolyamot meg-megszakító visszaemlékezések, amelyeket még Rómában mondtak el neki az egykor Albániában harcoló veteránok bajtársaik haláláról és eltemetésük helyéről, a csontokkal együtt talált katonanaplók részletei. Ezekből az etűdszerű történetekből szintén a háború nyers értelmetlensége bontakozik ki.
A tábornok azonban folytatja a végeláthatatlan munkát, idővel az italra is egyre jobban rákap, oldalán a komor és hallgatag pappal, aki együttléteik alkalmával kakaót iszik. Egyre monotonabb és közönyösebb módon tárják fel az újabb és újabb katonasírokat, de csak nem akadnak az Albániában elesett törzstiszt, Z. ezredes maradványaira, küldetésük koronájára. A regény dramaturgiai csúcspontja, amikor küldetésük végén a csökönyösen keresett, nagy tiszteletben állt Z. tábornok csontjait egy csaknem megháborodott öreg albán nő a tábornok lábai elé hajítja.

## Keletkezése és fogadtatása
A regény a fiatal – a mű írásakor huszonhét éves – Ismail Kadare első nagyprózájaként jelent meg 1963-ban, de az író életművének egyik legerőteljesebb és legismertebb műve. Már e korai prózájában megmutatta hangulatfestő tehetségét, és a későbbi könyveiből is vissza-visszaköszönő, jellegzetesen kadarei motívumokat, mint az ablakon lecsorgó esővíz.
Kisebb rejtély övezte azt a kérdést, hogy a szigorúan sematikus marxista irodalomesztétika korában, amikor rendre az ország életét dicsfénybe vonó szocialista realista irodalmi alkotások jöttek ki a nyomdából, hogyan jelenhetett meg az a regény, amely Albániát és az albánokat komornak és borongósnak ábrázolta, főszereplőivé pedig egy volt fasiszta katonatisztet és egy katolikus papot tett meg. Robert Elsie szerint ennek oka az, hogy az 1960-as évek első felében az Albán Munkapárt hatalma biztos tudatában kicsit eresztett a gyeplőn, és a kultúra területén ezekben az években mód nyílott a kissé szabadabb művészeti megnyilatkozásokra.
A könyv az 1967-es hazai javított kiadást követően 1970-ben francia, majd 1971-ben angol nyelven is megjelent, és világszerte ismertté tette szerzőjét. A regényt 1975-ben Albániában megfilmesítették, és 1976-ban a televízióban mutatták be a nézőknek. 1983-ban Marcello Mastroianni, Anouk Aimée és Michel Piccoli főszereplésével Luciano Tovoli rendezett filmet a Kadare-regényből A holtak seregének tábornoka az Internet Movie Database oldalon (angolul) címmel. 1989-ben Albániában ismét filmet forgattak a könyvből, Dhimitër Anagnosti rendezésében, Kthimi i ushtrisë së vdekur (’A halott hadsereg hazatérése’).
A Le Monde 1999-ben összeállított, a 20. század legemlékezetesebb könyveit felsoroló válogatásába a 81. helyen került be Kadare könyve.

## Magyarul
- Ismail Kadare: A halott hadsereg tábornoka: Regény. Ford. Schütz István. Budapest: Európa. 1972.   335 o.
- Ismail Kadare: A halott hadsereg tábornoka: Regény. Ford. Schütz István. Bukarest: Kriterion. 1975.   242 o.